# Medalla del Bàltic

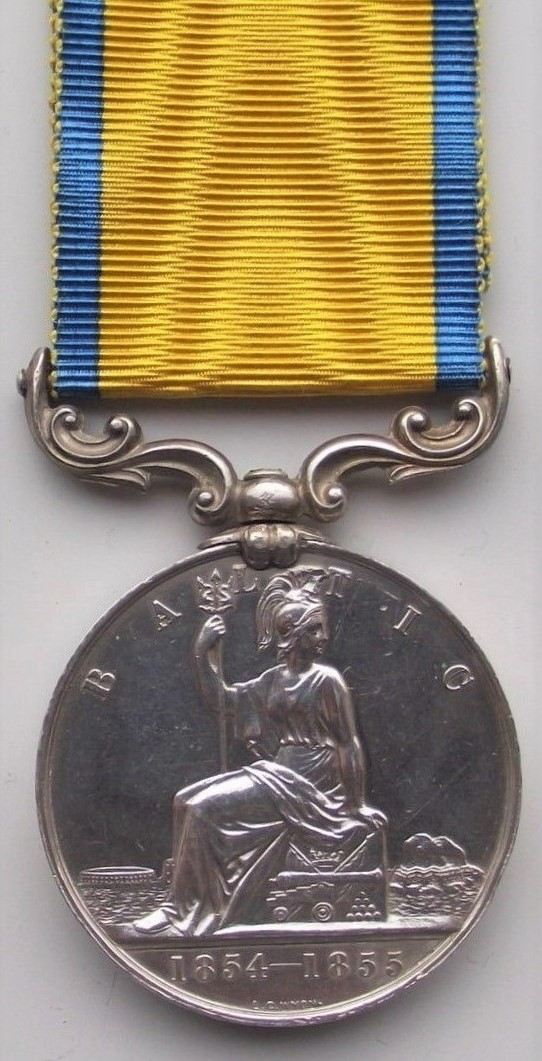
Revers

La Medalla del Bàltic (anglès:Baltic Medal) és una medalla de campanya instituïda per la Reina Victòria el 6 de juny de 1856 i atorgada a oficials i tropa de la Marina Reial, els Marines Reials i els Sapadors Reials que van servir al mar Bàltic a les operacions navals contra Rússia.
En un inici només cobria les accions navals, però també va ser atorgada a 100 homes dels Sapadors Reials per la seva tasca a la demolició de les fortaleses russes de Bomarsund i Sveaborg.

## Disseny
Una medalla de plata o bronze, de 36mm de diàmetre. A l'anvers apareix la imatge de la Reina Victòria coronada amb una diadema amb la llegenda VICTORIA REGINA,, dissenyada per William Wyon. Al revers apareix la figura de Britànnia amb el trident amb les fortaleses de Bomarsund i Sveaborg al darrere. Al damunt apareix la inscripció BALTIC i a sota les dates 1854-1855. Va ser dissenyada per Leonard Charles Wyon.
Penja d'una cinta blau cel amb les vores grogues (els colors inversos de la Medalla de la Guerra de Crimea).,
No es van autoritzar barres per a aquesta medalla.